# Найду, Ксавьер
Ксавьер Курт Найду (нем. Xavier Naidoo; род. 2 октября 1971, в Мангейме, Германия) — немецкий соул- и R&B-исполнитель, автор песен. Также он является одним из основателей группы Söhne Mannheims, соучредителем и доцентом Академии поп-музыки города Мангейма (нем. Popakademie Baden-Württemberg), основателем совместного с Beats Around the Bush и naidoo records собственного звукозаписывающего лейбла.
Многие его тексты отражают религиозные взгляды певца, идею Апокалипсиса, призывают к милосердию. За свои работы он получил многочисленные награды, например, такую, как Fred-Jay-Preis в 2003 году. Помимо этого, он принимал участие во многих проектах, в том числе Brothers Keepers, Rock gegen Rechts, 4 Your Soul, Rilke Projekt, Zeichen der Zeit, Fourtress.
Дебютный альбом Найду Nicht von dieser Welt, вышедший в 1998 году, разошёлся тиражом более миллиона копий. Все его четыре следующих сольных альбома: Zwischenspiel — Alles für den Herrn(2002), Telegramm für X(2005), Alles kann besser werden(2009), Bei meiner Seele(2013), — достигли первого места в немецких чартах.
19 ноября 2015 года было объявлено, что Ксавьер представит Германию на конкурсе песни Евровидение 2016, однако позже из-за гомофобных взглядов певца, общественность обрушилась с критикой по поводу его выбора.
После этого немецкий вещатель отозвал заявку Ксавьера, и объявил что представителя определит общественность.

## Биография
Ксавьер Найду родился 2 октября 1971 года в Мангейме. Его отец, Раусамми Найду, родом из Южной Африки и является наполовину индийцем, а наполовину немцем. Мать, Ойгене, южноафриканского и ирландского происхождения. Родители ещё до рождения мальчика поселились в Мангейме. Ксавьер вырос в римско-католическом районе города.
Найду говорил, что его иногда в школе дразнили из-за его тёмного цвета кожи, поэтому в детстве и юности ему проходилось не всегда легко. Для того чтобы лучше защитить себя в случае чрезвычайной ситуации, он стал заниматься кикбоксингом.
Первый музыкальный опыт он получил в школьном и церковном хорах. Он был участником региональной группы Just 4 Music и Celebration Gospel Choir, который записал CD. После окончания средней школы он начал обучение на повара, был моделью, работал вышибалой в Мангеймовском клубе Milk!, а затем отправился в США, где выпустил свой первый сольный альбом Seeing Is Believing под псевдонимом Kobra. В 1995 и 1998 годах Найду исполнял ведущие роли в мюзиклах Human Pacifiсс и People Ричарда Гепперта, которые прошли более 100 раз в Мангейме и Хоккенхайме.
В 1994 году он выступил в качестве певца в Rödelheim Hartreim Projekt франкфуртских продюсеров Moses Pelham и Thomas Hofmann. Там заметили его талант, и началась работа Ксавьера с лейблом 3p в качестве сольного исполнителя. После того, как вместе с Sabrina Setlur в 1997 они спели Freisein, Ксавьер впервые стал известен широкой аудитории.
В 1998 году вышел альбом Nicht von dieser Welt. Организаторы настаивали на том, чтобы Найду не начинал свою карьеру с туров, но тот был решителен. После того как они отказались от поддержки тура, певец решил проблему необычным образом: он организовал практически самостоятельно в сотрудничестве с лейблом 3p живые концерты по всей Германии. Успех превзошёл все ожидания, он спел во время тура для более чем 300 000 человек. В 1999 запись выступления была опубликована. В этом же году он получил Echo как «Лучший национальный исполнитель», Comet как Лучший национальный исполнитель, и награду на всепризнанной премии MTV Europe Music Awards как Лучший немецкий исполнитель. Успех от продажи более миллиона копий альбома Nicht von dieser Welt, считается самым большим до сегодняшнего дня в карьере певца.
Также сингл Sie sieht mich nicht к фильму Астерикс и Обеликс против Цезаря принес ему в 1999 г. значительную ротацию в Германии, Австрии и Швейцарии.
Тем не менее, сотрудничество с 3p закончились скандалом после того, как Найду стал работать с Söhne Mannheims, что являлось нарушением договоров с 3p. После чего Окружной суд Мангейма вынес решение в пользу Найду. Конституционная жалоба, поданная в Федеральный конституционный суд, не была принята к рассмотрению в 2005 году.
В 2002 году Найду выпустил второй сольный альбом под названием Zwischenspiel — Alles für den Herrn. Как и его дебютный альбом, он также возглавил чарты в Германии и Австрии. В Швейцарии он достиг третьего места. После выхода этого альбома Ксавьер Найду был удостоен нескольких наград. Во второй раз он получил награду премии MTV Europe Music Awards как Лучший немецкий исполнитель. Особенностью считаются представленные к альбому видеоклипы: в большинстве клипов главные роли сыграли актёры Esther Schweins и Steffen Wink. Также в 2002 году Найду озвучил в немецкой версии фильма Город Бога главного героя и рассказчика Buscapé.
Сингл «Ich kenne nichts (das so schön ist wie du)» из альбома The World According to RZA с RZA достиг в 2003 году в Германии первого места.
В 2012 году Найду сотрудничал с рэпером Савашем Юрдери, известным как Kool Savas, в их совместном проекте Xavas. В том же году они выпустили альбом Gespaltene Persönlichkeit (с англ. — «Раздвоение личности»). На вопрос журналиста газеты St. Galler Tagblatt, в какой песне музыканты впервые почувствовали родственность душ, Найду ответил, что отказался от употребления мяса, после того как услышал песню Саваша «The Best Day My Life», в которой рэпер рассказывал о том дне, когда стал вегетарианцем. |date=
Певец занимается благотворительностью. Более 40 тысяч евро, вырученных от концертов в августе 2013 года, Ксавьер Найду и его команда пожертвовали для пострадавших от наводнений летом 2013 в Германии. Найду выступил руководителем проекта по созданию детского дома в Мангейме, который был открыт 20 апреля 2011 года благодаря его пожертвованиям в размере 701 400 евро. Впоследствии Найду регулярно навещал детей и однажды признался: «Я чувствую себя здесь как дома».

## Дискография

### Альбомы

#### Студийные альбомы
| Год  | Название                            | Позиции в чартах | Позиции в чартах | Позиции в чартах | Примечания                                |
| Год  | Название                            | DE               | AT               | CH               | Примечания                                |
| ---- | ----------------------------------- | ---------------- | ---------------- | ---------------- | ----------------------------------------- |
| 1994 | Seeing Is Believing                 | —                | —                | —                | Релиз: 7 сентября 1994 Только в США       |
| 1998 | Nicht von dieser Welt               | 1 (103 нед.)     | 5 (37 нед.)      | 12 (60 нед.)     | Выпуск: 30 мая 1998 Продажи: + 1.070.000  |
| 2002 | Zwischenspiel — Alles für den Herrn | 1 (86 нед.)      | 1 (92 нед.)      | 3 (56 нед.)      | Выпуск: 25 март 2002 Продажи: + 700.000   |
| 2005 | Telegramm für X                     | 1 (77 нед.)      | 1 (60 нед.)      | 1 (63 нед.)      | Выпуск: 25 ноября 2005 Продажи: + 860.000 |
| 2009 | Alles kann besser werden            | 1 (103 нед.)     | 3 (31 нед.)      | 2 (41 нед.)      | Выпуск: 9 октября 2009 Продажи: + 415.000 |
| 2013 | Mordsmusik                          | 62 (1 нед.)      | 44 (2 нед.)      | —                | Под пвсевдонимом Der Xer                  |
| 2013 | Bei meiner Seele                    | 1 (… нед.)       | 1 (… нед.)       | 3 (… нед.)       | Выпуск: 31 мая 2013                       |

## Фильмография
- 2000 Tatort — Die kleine Zeugin (TV)
- 2001 Auf Herz und Nieren (маленькая роль — Shalaman)
- 2002 City of God
- 2007 Yes, I am!
- 2011 The Voice of Germany (член жюри)
- 2012 The Voice of Germany (член жюри)

## Мюзиклы
- 1995 Human Pacific Ричарда Гепперта
- 1998 People Ричарда Гепперта

## Музыкальный состав
- Ralf Gustke — барабаны
- Alex Auer — гитара
- Neil Palmer — клавиши
- Mathias Leber — клавиши
- Robbee Mariano — бас-гитара
- Ben Abarbanel-Wolff — саксофон
- Stu Krause — труба
- Friedrich Milz — тромбон
- Adax Dörsam und Kevin Hultsch — гитара
- Rhani Krisha — перкуссия
- Billy Davis — turntable

## Производители
- Philippe van Eecke
- Michael Herberger
- William T. Davis
- Neil Palmer
- Aiko Rohd
- Ruben «Mr. Rawdrigzuez» Rodriguez
- Milan Martelli
- Moses Pelham
- Johannes «Cop Dickie» Schlump
- Jules Kalmbacher

## Награды
- Echo
  - 1999: в номинации «Национальный дебют»[9]
  - 2000: в номинации «Национальный исполнитель»[10]
  - 2004: в номинации «Международный сингл» (Ich kenne nichts (das so schön ist wie du)) (mit RZA)[11]
  - 2006: в номинации «Национальный исполнитель»[12]
  - 2010: в номинации «Национальный исполнитель»
- Comet
  - 1999: в номинации «Национальный исполнитель»[13]
  - 2002: в номинации «Национальный исполнитель»[13]
- Bravo Otto
  - 2005: «Бронза» в категории «Певец»[14]
  - 2006: «Серебро» в категории «Певец»[15]
- Goldene Stimmgabel
  - 2002: за количество продаж записей с октября 2001 до июня 2002[16]
  - 2006: за количество продаж записей с октября 2005 до июня 2006[16]
- MTV Europe Music Awards
  - 1999: в номинации «Лучший немецкий исполнитель»[17]
  - 2002: в номанации «Лучший немецкий исполнитель»[17]
- 1 Live Krone
  - 2006: в номинации «Лучший артист»[18]
- Goldene Kamera
  - 2006: в номинации «Национальный поп-исполнитель»[19]
- Fred-Jay-Preis
  - 2003: за успех в «Немецкие тексты для песен»[20]

## Публикации
- 2005: Sing deine Hits (Музыкальные тексты)
- 2007: X. Naidoo Лучшее для пианино (Нотная книга)
- 2012: XAVAS альбом (Нотная книга)

## Личная жизнь
В начале 2012 года Ксавьер Найду женился, в чём признался в одном из интервью на радио в сентябре того же года.